# Pyramidanthe
Pyramidanthe là chi thực vật có hoa trong họ Annonaceae.

## Các loài
- Pyramidanthe prismatica  (Hook.f. & Thomson) J.Sinclair, 1921 (đồng nghĩa: Pyramidanthe rufa Miq., 1865, Uvaria prismatica Wall., 1832)